# Construrail
Construrail S.A., cuyo nombre comercial es CONSTRU-RAIL, es una empresa ferroviaria española fundada el 12 de junio de 2003 cuyo objeto social es la prestación y comercialización de servicios y de transporte, esencialmente por ferrocarril.
Tiene licencia de empresa operadora ferroviaria de la Agencia Estatal de Seguridad Ferroviaria para mercancías en la Red Ferroviaria de Interés General.
Está participada por Continental Rail (51%) y Renfe Mercancías (49%) y realiza tráficos como el tren diario operado entre ArcelorMittal Asturias y ArcelorMittal Sestao.